# Regalia
Una regalia és una prerrogativa reial medieval. En general es tracta de privilegis indissolublement units a la corona, si bé alguns podien ser cedits per privilegi o prescripció.
Al Principat de Catalunya, les regalies incloïen el dret de convocar i celebrar corts, prestar jurament en accedir al tron i rebre jurament de fidelitat i homenatge dels súbdits, crear tots els graus de noblesa i jutjar les causes civils i criminals dels seus membres, convocar l'usatge Princeps namque, batre moneda, demanar donatiu, aplicar impostos (per la presa de possessió reial o coronatge, matrimoni o maridatge, sobre el bestiar o bovatge, sobre els ingressos municipals o quint o sobre les preses de guerra).
Entre les regalies que es podien delegar, trobem algunes prerrogatives judicials, com el coneixement de causes d'apel·lació, la jurisdicció civil i criminal, el dret de cobrar els imposts reials i de crear-ne de nous i el dret d'aprofitament del domini públic o dels monopolis.

## En economia
En termes econòmics actuals es refereix també als drets cobrables per l'ús d'una tecnologia, anomenats internacionalment "Royalty" (paraula equivalent a "regalia", d'origen francès).